# Roodstaarttoepaja
De roodstaarttoepaja (Tupaia splendidula)  is een zoogdier uit de familie van de echte toepaja's (Tupaiidae). De wetenschappelijke naam van de soort werd voor het eerst geldig gepubliceerd door John Edward Gray in 1865.

## Voorkomen
De soort komt voor in Indonesië en Maleisië.